# Elmo

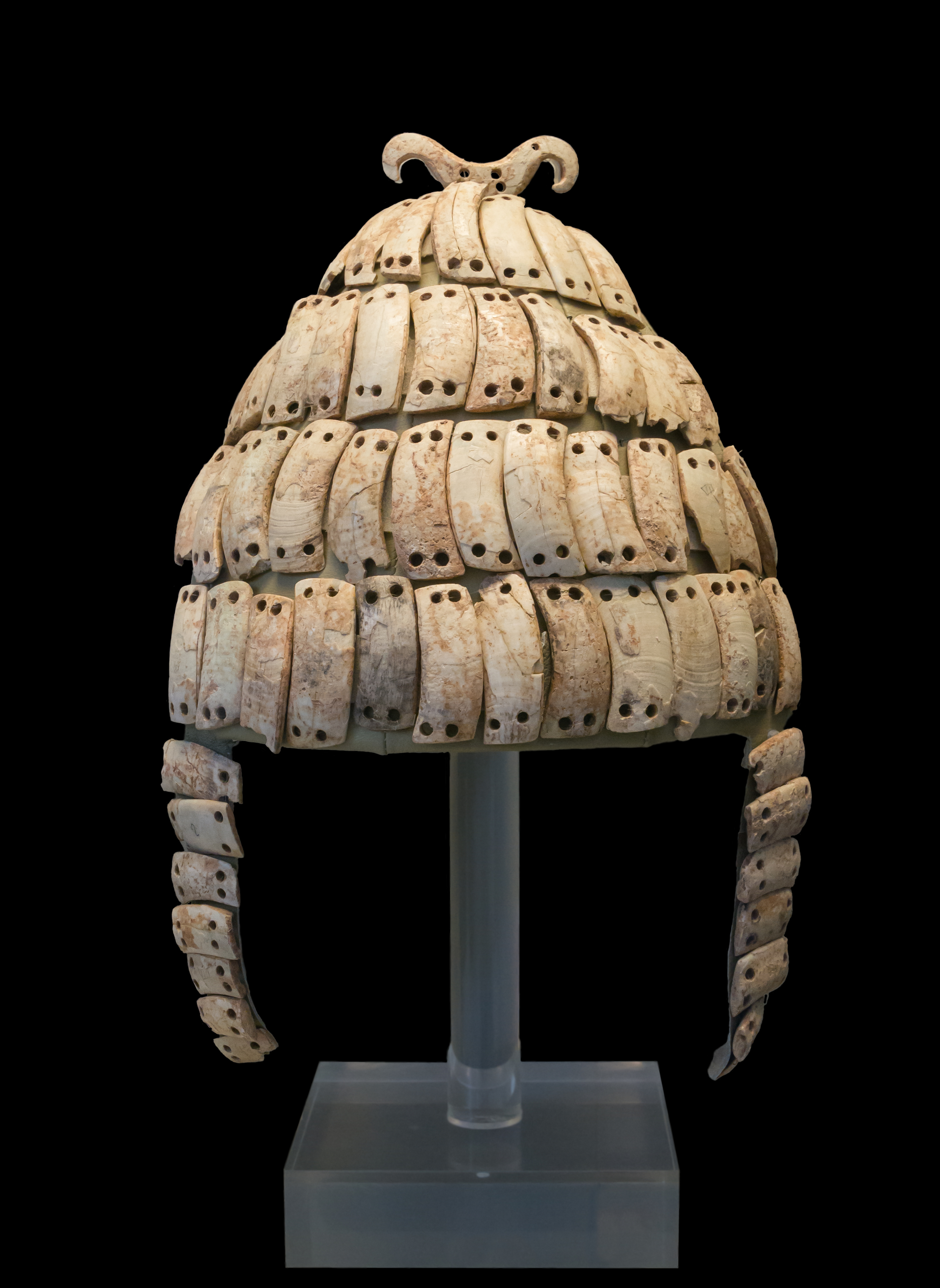
Elmo miceneo in zanne di cinghiale, ca. 1400 a.C.

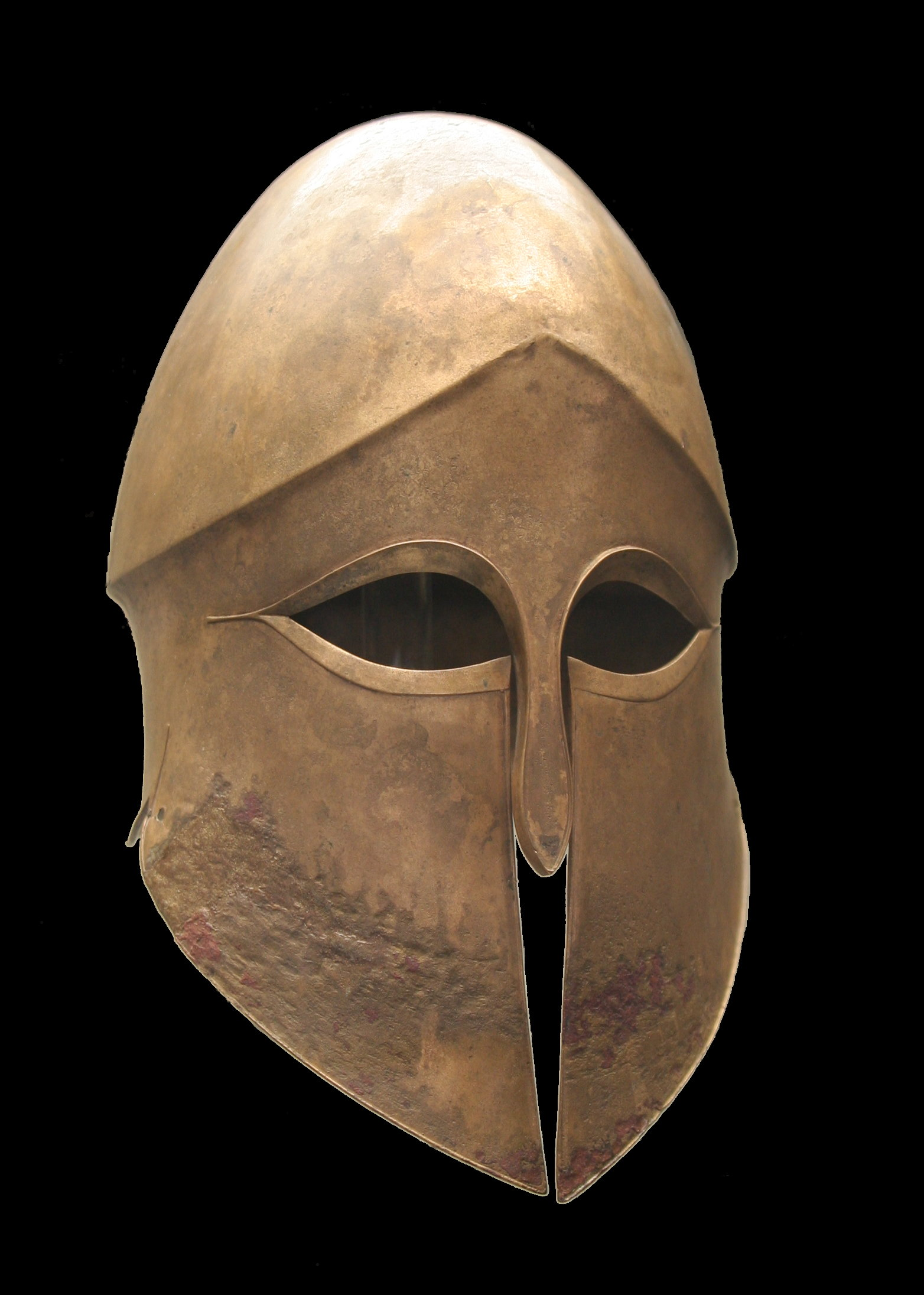
Elmo corinzio in bronzo, ca. 500 a.C.

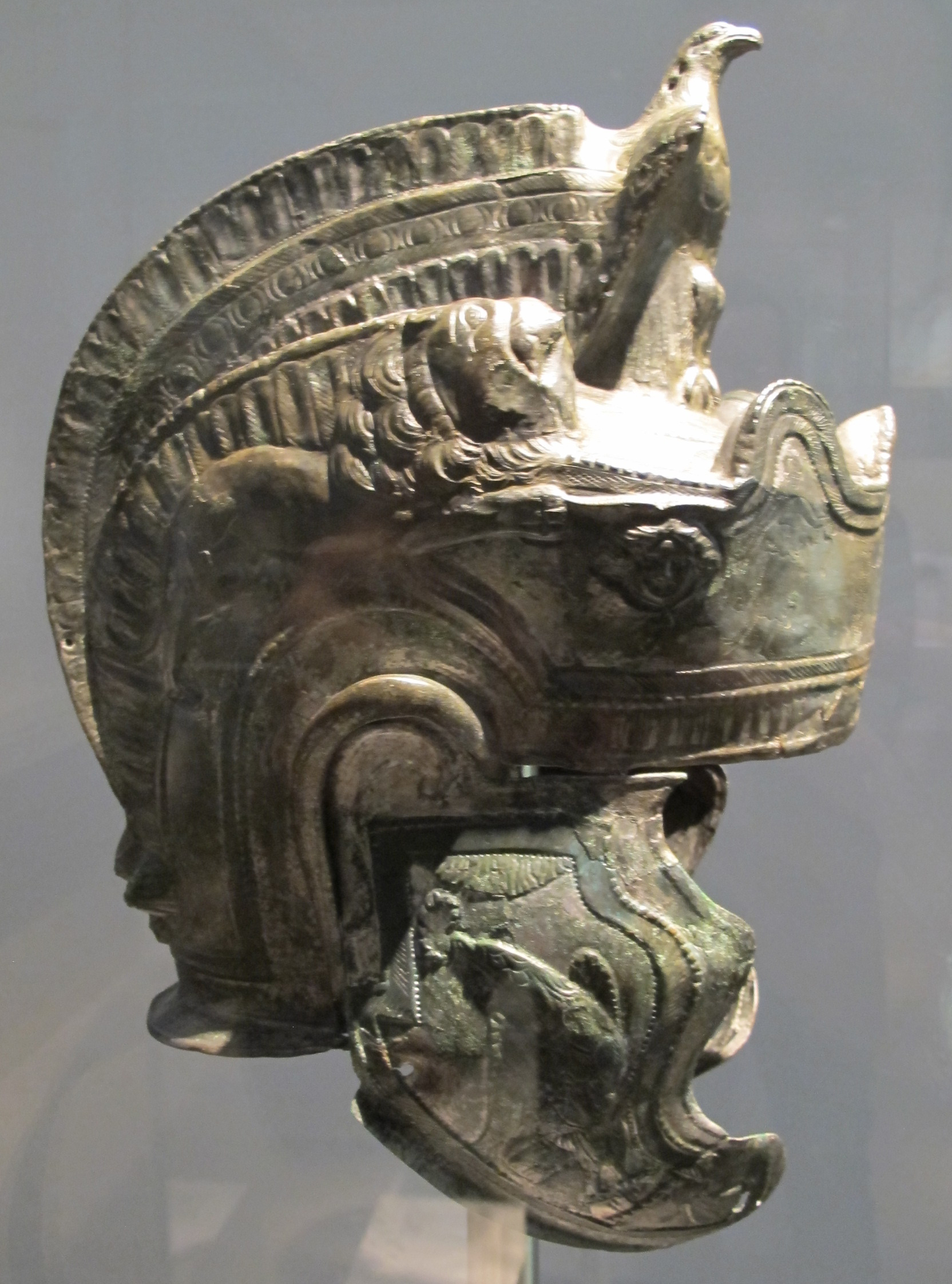
Elmo da parata romano, ca. 150 d.C.

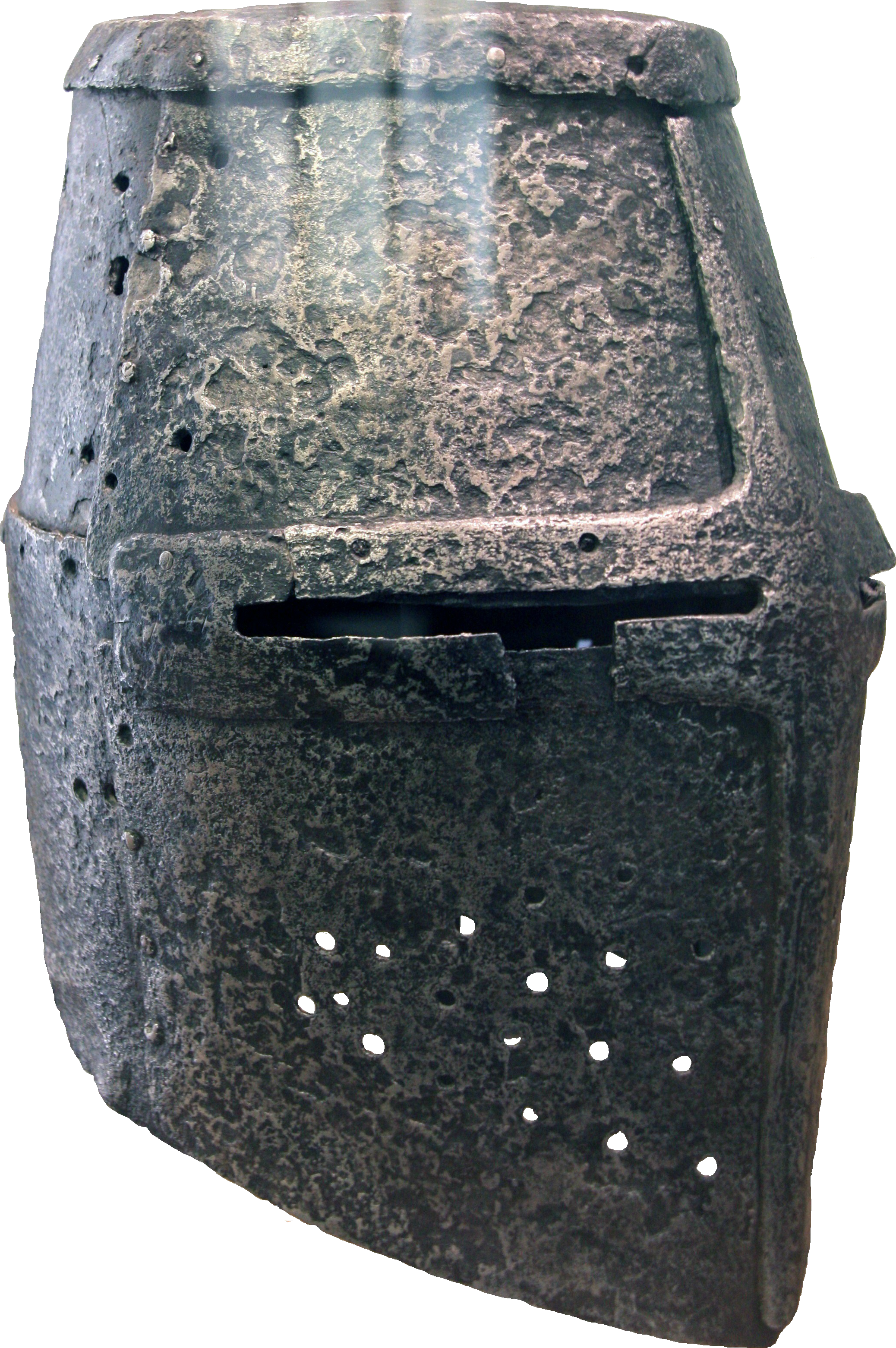
Grande elmo, XIII secolo.

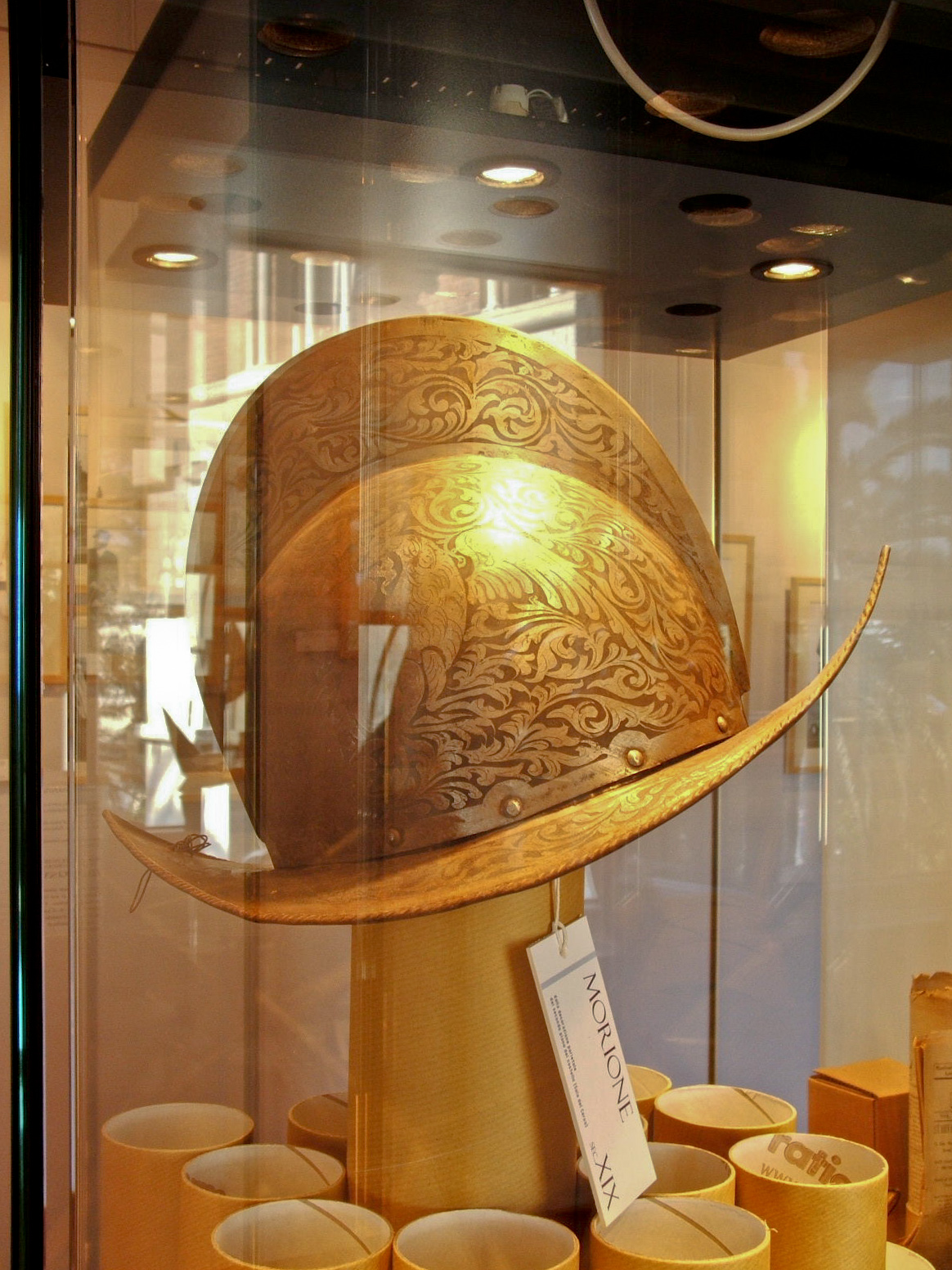
Elmo "Morione" rinascimentale.

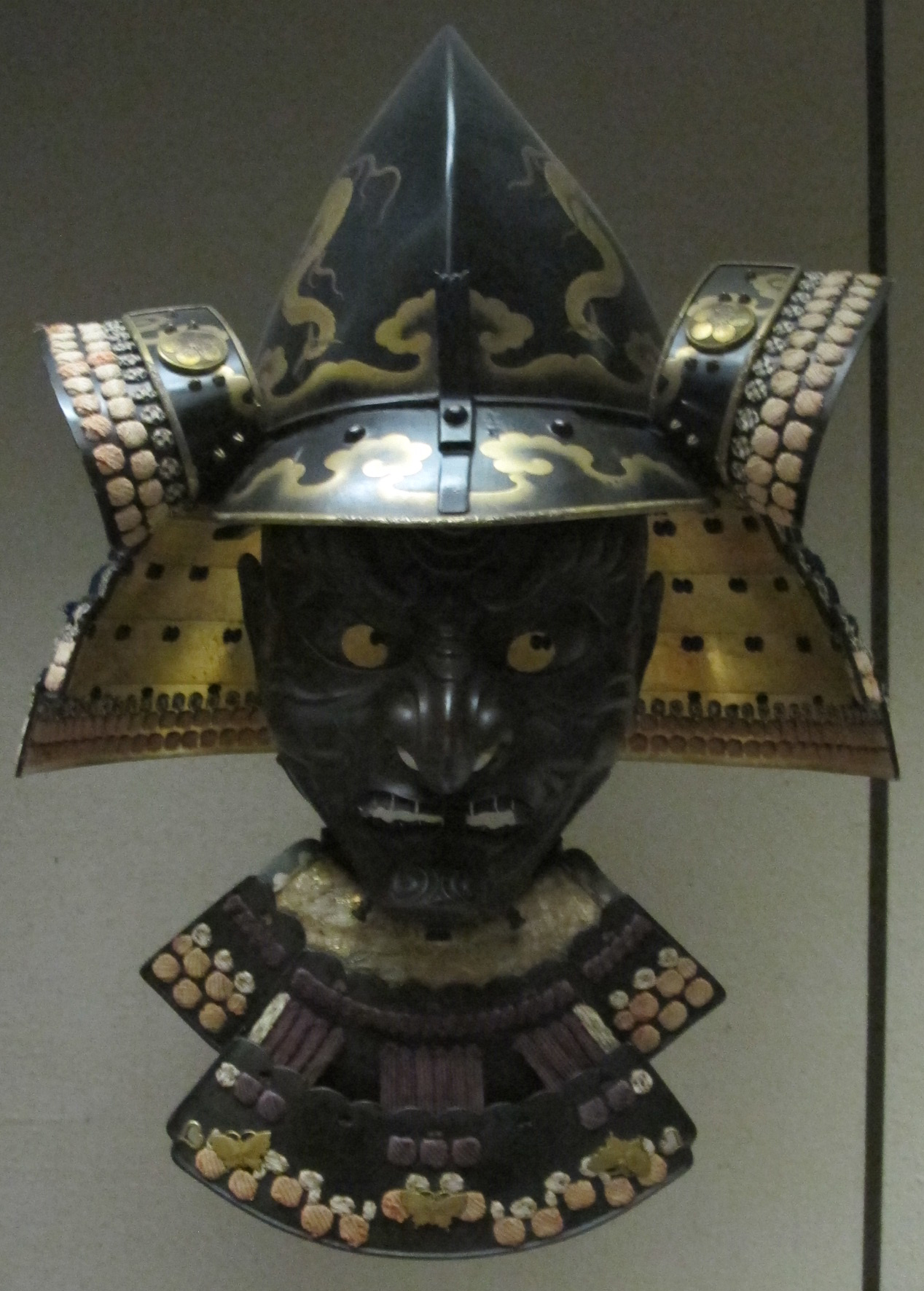
Elmo giapponese "kabuto", ca. 1512.

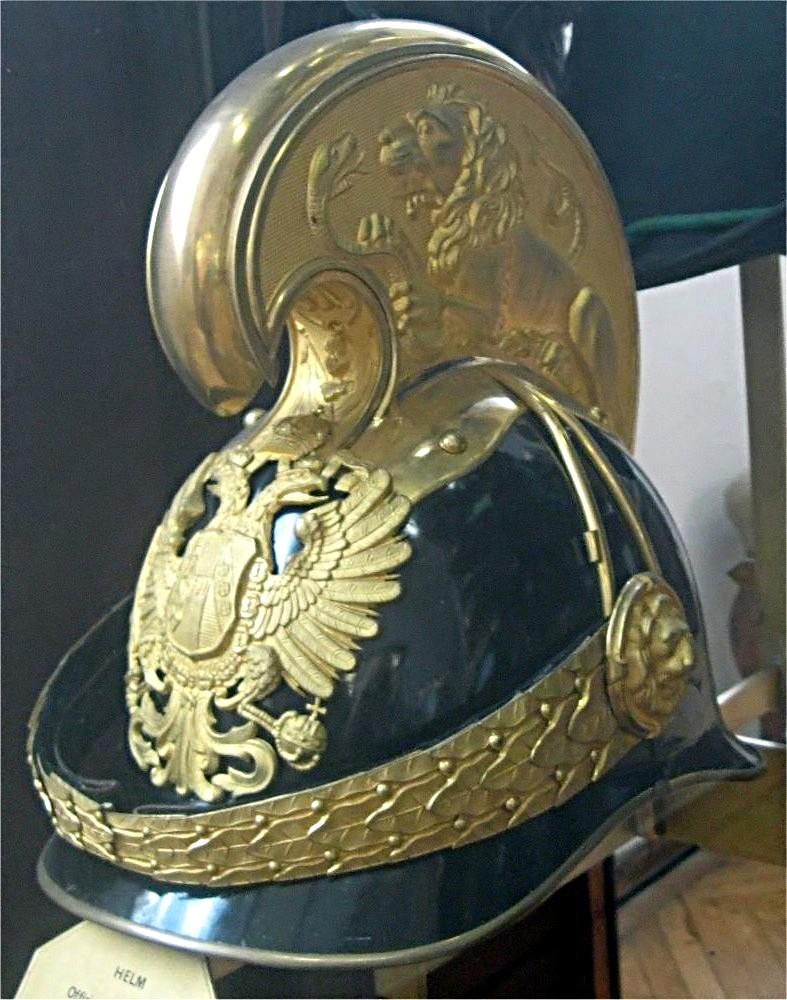
Elmo da dragone, XIX secolo.

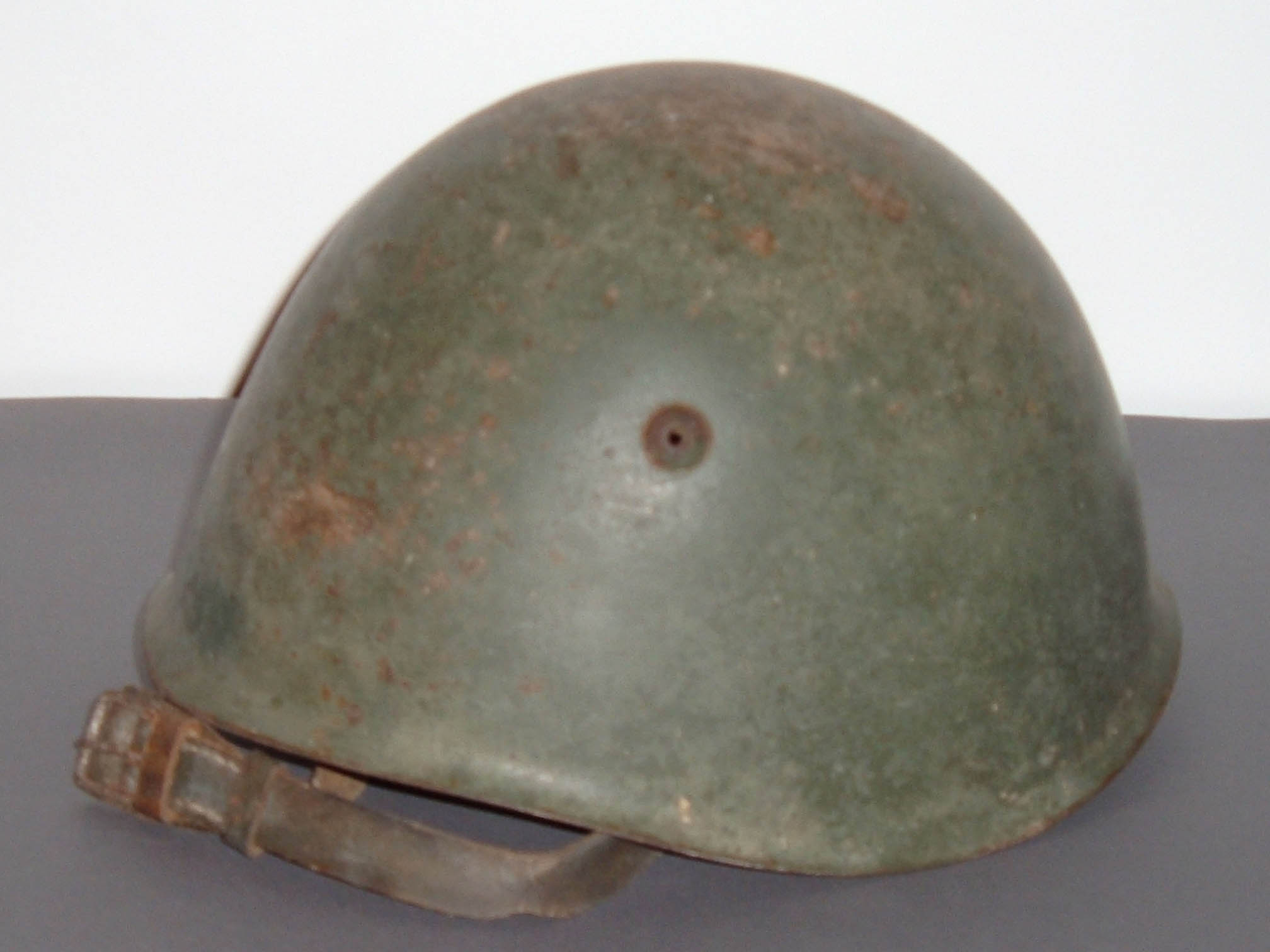
Elmetto italiano M33 della seconda guerra mondiale.

L'elmo è un'arma bianca difensiva atta a proteggere passivamente la testa del portatore.

Si tratta di uno degli accorgimenti difensivi più antichi cui il genere umano ha fatto ricorso per garantire la propria incolumità durante gli scontri. Ad oggi, è ancora parte integrante dell'equipaggiamento dei corpi di polizia e delle forze armate di fanteria nella sua forma più basilare: l'elmetto.
I primi elmi in metallo vennero realizzati dai Sumeri nel III millennio a.C., soppiantando i precedenti modelli realizzati in stoffa e/o cuoio con materiale rigido di rinforzo. In Europa, a partire dai manufatti prodotti dagli armorari dell'Antica Grecia (v. kranos), gli elmi furono principalmente di due tipi, più volte ibridatisi tra loro: (i) a scatola chiusa, avvolgenti integralmente la testa del portatore (v. elmo corinzio o grande elmo medievale); o (ii) elmetti coprenti la sola sommità del cranio (v. cervelliera, decorati o meno dal cimiero. Caratteristica comune a tutti gli elmi europei, fatta salva la generazione "primitiva" (es. "elmo villanoviano" in uso presso etruschi e romani), è il coppo tondeggiante.

In Medioriente ed in Estremo Oriente, l'elmo sviluppa solitamente modelli "leggeri" (si discosta dal modello l'elaborato e pesante kabuto giapponese), sostanzialmente degli elmetti rinforzati da nasale e paragnatidi, con un coppo dalla caratteristica forma cuspidata al quale si agganciano falde, cappucci e gorgiere avvolgenti il collo e le spalle in luogo della gronda rigida molto diffusa in Occidente.
In araldica, l'elmo compare sia come carico dello scudo che come ornamento esteriore dello stesso.

## Etimologia
Il lemma di lingua italiana "Elmo" ed il suo diminutivo, "elmetto", indicante nello specifico una forma basilare dello stesso, priva cioè di talune componenti, sono stati utilizzati, sin dal XVII secolo, con valore intercambiabile, generando una certa confusione che perdura ancora in epoca contemporanea.

## Storia

### Origini
I primi elmi prodotti nel continente eurasiatico furono con buona probabilità realizzati con stoffa/cuoio e materiale rigido di rinforzo. Omero, nell'Iliade (X, 261-265), descrive un elmo realizzato in cuoio e rinforzato da zanne di cinghiale, effettivamente in uso presso i micenei. Già nel III millennio a.C. i Sumeri realizzarono elmi in metallo (prima rame e poi bronzo) con protezioni per le orecchie, la fronte e il viso. I manufatti realizzati per gli aristocratici erano coperti d'oro. Gli Egizi utilizzarono prima copricapi di lino e poi elmi in metallo (bronzo). I primi elmi realizzati in ferro (semplici caschi conici sovente ornati di corna) comparirono nel XIV secolo a.C. per operare degli Ittiti. I micenei utilizzavano sia elmi di bronzo sia elmi di cuoio rinforzato (v. sopra) simili elmi furono presumibilmente anche utilizzati dai cosiddetti dori che sostituirono le dinastie micenee in Grecia nel XII secolo a.C.. Nel medesimo periodo, l'Europa continentale della cultura dei campi di urne ricorreva ancora principalmente a dei semplici caschi di bronzo, come testimonierebbe l'elmo rinvenuto presso Thonberg, in Alta Franconia.

### Antica Grecia
Ai primordi della Grecia classica si diffuse tra le polis della Penisola greca l'elmo corinzio che copre tutto il volto con due aperture per gli occhi, paranaso e cimiero a cresta. Più o meno contemporaneamente si diffonde l'elmo calcidico, privo di paranaso e con frontale triangolare decorato dal quale sviluppò poi (VII secolo a.C.) l'elmo degli Illiri, popolazione barbariche con cui gli Antichi Greci avevano frequenti contatti. Nel corso del VI secolo a.C. comparve l'elmo attico "a calotta", sempre ornato dal cimiero ma con paranuca e paraguance mobili, incernierate al coppo e non tutt'uno con esso come nell'elmo corinzio. La medesima linea generale comparve anche nell'elmo frigio (massicciamente diffuso tra le fanterie dell'esercito di Alessandro Magno) con il coppo sviluppante in una cresta al quale sono incernierati i paragnatidi, in alcuni casi sviluppanti in una vera e propria maschera che chiude integralmente il volto del guerriero, e la gronda.

Le popolazioni greche della Tessaglia, dedite ad una pratica guerriera che privilegiava la cavalleria alla fanteria, svilupparono un elmo aperto, basato sul modello del copricapo chiamato petaso, con paragnatidi e gronda che sviluppavano in lingua di continuità dal coppo come nell'elmo corinzio ma senza chiudersi sul volto del cavaliere, che si diffuse in Grecia per tramite delle popolazioni della Beozia (da cui il nome "elmo beotico") ed ebbe larghissimo utilizzo tra le forze di cavalleria macedoni (es. Eteri).

### Impero romano
L'elmo utilizzato dall'esercito romano (in Latino cassis se di metallo o galea se di cuoio) nel corso degli oltre dodici secoli di vita, dalla data della fondazione della città (753 a.C.) fino alla caduta dell'Impero romano d'Occidente, avvenuta nel 476, subì numerose modifiche nella forma, nei materiali che lo componevano e nelle dimensioni.

I primi elmi in metallo dei romani derivarono da modelli etruschi: l'elmo villanoviano a coppo, con cresta metallica che dal lato frontale si congiungeva con quello posteriore, e l'elmo etrusco-corinzio, variante italiana dell'elmo corinzio greco di dimensioni più ridotte, da portarsi rovesciato all'indietro a protezione della testa ma non del volto. I successivi contatti con la Magna Grecia diffusero presso i romani l'uso degli elmi ellenici veri e propri: fond. elmo corinzio, elmo calcidico ed elmo attico. Quest'ultimo tipo ebbe a Roma grandissimo successo presso le alte classi sociali che fecero realizzare per i loro guerrieri elmi attici da parata sontuosamente decorati.

Intorno alla fine del V secolo-inizi del IV secolo a.C. fu introdotto un nuovo tipo di elmo di provenienza celtica, l'elmo montefortino con coppo allungato in una solida gronda, atta a proteggere il fante dai colpi discendenti dei cavalieri. Nei secoli successivi, gli armorari romani assorbirono molte altre migliorie della manifattura celtica, producendo, in epoca imperiale, vari tipi di elmi di derivazione celtica, con gronda pronunciata e massicci paragnatidi.

Al volgere dell'Impero romano, l'elmo era un manufatto producibile su larga scala, grazie anche alla sua forma semplificata. Fu soprattutto utilizzato dalle legioni delle province orientali a partire dal IV secolo e derivato perciò da modelli persiani, con forma a semicoppa sferica e paraguance ridotti all'essenziale. Si trattava di elmi usati indiscriminatamente sia da forze di fanteria sia da forze di cavalleria. I più noti elmi tardo-imperiali romani sono: elmo "Intercisa" e elmo "Berkasovo".

Tra il V e il VI secolo si diffuse massicciamente l'uso dello Spangenhelm, basato su modelli roxolani e già in uso alla cavalleria romana dal IV secolo. Era composto da più segmenti metallici saldati con dei rivetti. La calotta era composta da quattro o sei spicchi saldati da una striscia metallica che ne percorre tutta la circonferenza nella parte inferiore; tra uno spicchio e l'altro erano presenti delle bande metalliche che confluivano sulla cima del coppo.

### Medioevo
Lo Spangenhelm diffuso in Europa dai Romani ebbe larga diffusione sia tra le forze armate dell'Impero bizantino sia tra quelle dei regni romano-barbarici. Il modello venne poi sviluppato in Scandinavia nel VI secolo (v. Cultura di Vendel), originando l'elmo vichingo con cresta metallica che irrobustice, dalla fronte alla nuca, la calotta e numerosi accorgimenti difensivi per la maschera facciale: visiere, nasali, visiere con nasali e, nei casi dei modelli più sontuosi, vere e proprie maschere (v. "Elmo di Sutton Hoo"). Le scorribande dei vichinghi nel Vecchio Mondo, a partire dall'VIII secolo, diffondono il nuovo tipo di elmo. Intorno all'Anno Mille, dall'elmo vichingo sviluppano l'elmo conico "a nasale" noto come elmo normanno (de. Nasalhelm) e l'elmo russo a mezza-maschera.

Nel corso del Basso Medioevo si comincia ad assistere ad una differenziazione dell'elmo calzato dai militari professionisti dediti all'uso continuo delle armi da quello utilizzato per equipaggiare, rapidamente ed a basso costo, le leve di bassa estrazione sociale (feudali o mercenarie che siano). I milites utilizzano a partire dal XIII secolo il grande elmo cilindrico, con due fessure orizzontali per la vista e dei forellini per la respirazione, sormontato da cimieri e decorazioni sempre più complesse, che copre integralmente la testa e poggia direttamente sulle spalle, mentre i guerrieri di basso ceto ricorrono alla cervelliera (la. cervellerium), in pratica un semplice coppo semisferico di ferro da calzare direttamente sulla testa. Una via di mezzo tra i due tipi era il cappello d'arme, in pratica una cervelliera con vista circolare che correva lungo tutto il bordo del coppo.

A partire dal XIV secolo, l'ingombrante grande elmo viene sostituito da manufatti di nuova concezione che, come nell'antico elmo romano imperiale, constano di un coppo al quale vengono agganciate componenti aggiuntive (es. bacinetto, il tipo di elmo più in uso durante la Guerra dei Cento Anni), o, come l'antico elmo corinzio, presentano un coppo con paragnatidi e gronda integrate che seguono la linea del cranio (es. barbuta).

Nel corso del XV secolo, la produzione degli armorari europei raggiunge il culmine. In Italia (spec. Ducato di Milano) viene inventata la celata, un elmo completo di scarso ingombro che permette al portatore di ruotare liberamente la testa. In Germania viene sviluppata la bigoncia integrante in un unico pezzo di metallo coppo, visiera e gronda, e (probabilmente) sul disegno della celata italiana viene sviluppato l'elmo chiuso. Per la protezione dei cavalieri impegnati nella giostra venne sviluppata la Bocca di rana (italianizzazione del tedesco Krötenkopfhelm, sorta di evoluzione del vecchio grande elmo del tutto inutilizzabile in un reale campo di battaglia.

### Rinascimento ed Età Moderna
Il secolo seguente vide la nascita della borgognotta che lasciava la faccia scoperta, mentre dal XVII secolo l'evoluzione delle armi segnò il declino dell'elmo.

### Età Contemporanea
Ancora in pieno XIX secolo, l'uso dell'elmo, non più propriamente arma difensiva quanto piuttosto simbolo di un particolare reparto, era largamento diffuso in Europa. Grandissimo successo ebbe, ad esempio, l'"elmo a punta" delle truppe prussiane, il Pickelhaube, in uso all'esercito imperiale tedesco sino alla Prima battaglia della Marna.

Fu però proprio lo scoppio della prima guerra mondiale, caratterizzata dall'introduzione di nuove armi e nuove tecniche di combattimento, ad evidenziare la necessità di rivedere l'uso dell'elmo, tornando ad impiegarlo come strumento difensivo per la testa dei soldati, soprattutto dalle schegge di granata o dai colpi dei cecchini nella logorante guerra di trincea che incancrenì il conflitto. Gli schieramenti della Grande Guerra ricorsero allora in modo massiccio all'elmetto, soppiantando i vecchi elmi ottocenteschi: i tedeschi sostituirono il Pickelhaube con lo Stahlhelm, basato sul modello della bigoncia tardogotica, nel 1916; le armate del Commonwealth britannico introdussero l'elmetto "Brodie", basato sull'antico modello del cappello d'arme medievale, e lo stesso fecero i francesi con l'elmetto Adrian Mod. 16.
Dal termine del secondo conflitto mondiale, l'elmetto, ora realizzato con materiali ad alto potenziale di resistenza (fond. kevlar) e non più semplice metallo, è rimasto in uso alle forze di fanterie di tutti gli eserciti del pianeta (es. l'elmetto ACH delle United States Armed Forces) ed ha trovato largo utilizzo in ambito civile come strumento di protezione per la testa in particolari sport (es. casco per motociclismo) o attività lavorative (casco antinfortunistico).

## Costruzione
Gli elmi sono stati prodotti con i più disparati materiali (cuoio, stoffa, zanne o ossi di animali). Gli elmi più noti e studiati sono però quasi totalmente realizzati in metallo (fond. bronzo o ferro).

### Componenti
A prescindere dal variare delle fogge e degli ornamenti che vi vengono apposti, gli elmi, in qualsiasi parte del mondo, sono caratterizzati da alcune componenti comuni imprescindibili:
- coppo (anche calotta o casco), la componente basilare dell'elmo, costituita da un contenitore di materiale più o meno solido che poggiando sulla testa dell'utente, oltre a proteggerla, funge da punto di aggancio per le altre componenti. Nelle forme più arcaiche/rudimentali, l'elmo è composto dal solo coppo: v. "cervelliera";
- guanciale (anche paragnatidi o para-guancia), uno per ogni lato del viso, fisso o incernierato al coppo;
- nasale (anche para-naso), per la protezione del naso, fisso o incernierato al coppo;
- gronda (anche para-nuca o coprinuca), per la protezione della nuca e della parte posteriore del collo, fissa o incernierata al coppo;
- orecchioni, i due pezzi di cuoio e/o di catena metallica che, chiudendosi sotto al mento, assicurano il coppo al cranio dell'utente.
- ventaglia (anche celata), per la protezione del volto;
- visiera, apribile, a protezione del viso.

Gli elementi decorativi dell'elmo, collocati sopra al coppo, erano:
- il cimiero; e
- la cresta o crestina;

Negli elmi particolarmente pesanti (es. grande elmo medievale), la superficie delle componenti (fond. il coppo e la ventaglia) presentava solitamente dei fori d'aerazione.
Esistevano poi elementi complementari dell'elmo che concorrevano alla protezione della testa e del collo:
- barbozza, una piastra di metallo sagomato agganciata alla parte superiore della corazza che saliva a proteggere collo e viso dell'utente in modo complementare rispetto ad un elmo dotato di visiera ma sprovvisto di protezione per il volto ed il collo;
- camaglio, una cuffia di maglia di ferro calzata direttamente sulla testa, abbastanza lunga per poter proteggere anche le spalle, sopra la quale veniva poi indossato l'elmo;
- gorgiera, un collare di acciaio/cuoio/stoffa progettato per proteggere la gola dell'utente e poi divenuto un elemento ornamentale nelle uniformi occidentali.

## Tipologia dell'elmo

### Antichità
- Elmi greci: elmo attico, elmo beotico, elmo calcidico, elmo corinzio, elmo frigio, elmo illirico;
- Elmi romani
- Spangenhelm
- Elmo celtico

### Medioevo
- Bacinetto
- Barbuta
- Bigoncia
- Bocca di rana
- Cappello d'arme
- Celata
- Cervelliera
- Elmo chiuso
- Elmo normanno
- Elmo russo a mezza-maschera
- Elmo vichingo
- Grande elmo

### Età Moderna
- Borgognotta
- Cappellina
- kabuto
- Kolbenturnierhelm
- Morione
- Szyszak

### Età Contemporanea
- Elmetto
- Pickelhaube